# Pterolophia simillima
Pterolophia simillima är en skalbaggsart som beskrevs av Stefan von Breuning 1938. Pterolophia simillima ingår i släktet Pterolophia och familjen långhorningar.
Artens utbredningsområde är Filippinerna. Inga underarter finns listade i Catalogue of Life.